# Matteo Lodo
Matteo Lodo (* 25. Oktober 1994 in Terracina) ist ein italienischer Ruderer, der 2021 Olympiadritter wurde.

## Sportliche Karriere
Matteo Lodo begann 2008 mit dem Rudersport. Bei den Junioren-Weltmeisterschaften 2011 und 2012 gewann er mit dem italienischen Achter den Titel. 2013 nahm Lodo erstmals an Weltmeisterschaften in der Erwachsenenklasse teil, zusammen mit Paolo Perino, Mario Paonessa und Giuseppe Vicino belegte er den vierten Platz im Vierer ohne Steuermann. Lodo und Vicino siegten im Zweier ohne Steuermann bei den U23-Weltmeisterschaften 2014. Bei den Weltmeisterschaften 2014 in der Erwachsenenklasse erreichten Vincenzo Abbagnale, Mario Paonessa, Matteo Lodo und Giuseppe Vicino den siebten Platz im Vierer.
2015 ruderte der italienische mit Marco Di Costanzo, Matteo Castaldo, Matteo Lodo und Giuseppe Vicino. Beim Weltcup in Varese belegten die Italiener den zweiten Platz hinter dem US-Vierer, in Luzern siegten die Australier vor den Italienern. Bei den Weltmeisterschaften 2015 auf dem Lac d’Aiguebelette siegten die Italiener vor den Australiern und den Briten. Im Jahr darauf ruderten Domenico Montrone, Castaldo, Lodo und Vicino im italienischen Vierer, in dieser Besetzung gewannen sie die Bronzemedaille bei den Olympischen Spielen 2016 hinter den Briten und den Australiern. Bei den Europameisterschaften 2017 siegten im Zweier ohne Steuermann die Italiener Matteo Lodo und Giuseppe Vicino vor den Franzosen Valentin Onfroy und Théophile Onfroy; zum Abschluss der Saison gewann das Duo mit starkem Schlussspurt auch den Weltmeistertitel in Florida vor dem kroatischen Duo Martin und Valent Sinković.
Bei den Europameisterschaften 2018 ruderte Lodo mit Domenico Montrone im Zweier und belegte den fünften Platz. Lodo trat auch mit dem Achter an und belegte in dieser Bootsklasse den vierten Platz. Anderthalb Monate später startete er im Vierer ohne Steuermann bei den Weltmeisterschaften in Plowdiw. Matteo Castaldo, Bruno Rosetti, Matteo Lodi und Marco Di Costanzo gewannen Silber hinter den Australiern. 2019 belegte Lodo mit Giuseppe Vicino den vierten Platz im Zweier bei den Weltmeisterschaften. 2020 gewannen Lodo und Vicino die Bronzemedaille bei den Europameisterschaften in Posen, im Jahr darauf erhielten sie die Silbermedaille bei den Europameisterschaften in Varese. Bei den Olympischen Spielen in Tokio traten sie im Vierervorlauf mit Matteo Castaldo und Bruno Rosetti an und qualifizierten sich für das Finale. Im Finale sprang Marco Di Costanzo für Rosetti ein. Castaldo, Di Costanzo, Lodo und Vicino ruderten auf den dritten Platz hinter den Australiern und den Rumänen und erhielten die Bronzemedaille.
2022 bei den Europameisterschaften in München erreichte Lodo mit dem italienischen Achter den dritten Platz hinter den Briten und den Niederländern. Bei den Weltmeisterschaften in Račice u Štětí belegte der Achter den neunten Rang. 2023 war Lodo international nicht am Start. 2024 kehrte er zurück in den Vierer. Matteo Lodo, Giovanni Abagnale, Giuseppe Vicino und Nicholas Kohl erkämpften bei den Europameisterschaften in Szeged die Silbermedaille hinter den Briten und vor den Franzosen. Drei Monate später bei der Olympiaregatta in Paris gewannen der Vierer aus den Vereinigten Staaten vor den Neuseeländern und Briten. Zweieinhalb Sekunden hinter den Briten wurden die Italiener Vierte.
Der 1,97 m große Matteo Lodo rudert für Fiamme Gialle.